# Капела Светог пророка Илије у Равањском Пољу
Капела Светог пророка Илије се налази у Равањском Пољу, на територији града Ужица, подигнута је у периоду од 1934. до 1936. године и припада Епархији жичкој Српске православне цркве.
Капела се налази поред гробља у Равањском Пољу. Зидана је од камена и са двосливним кровом. Одмах по завршетку градње, капела је освећена и предата народу на употребу. Капела је 1962. године и споља завршена, а на видном месту постављена је спомен плоча са записом: Михајло Радовић / Храбри и заслужни војвода златиборски (1755-1822. године) - Захвалан народ.